# Alchemilla marsica
Alchemilla marsica är en rosväxtart som beskrevs av Robert Buser. Alchemilla marsica ingår i släktet daggkåpor, och familjen rosväxter. Inga underarter finns listade i Catalogue of Life.